# Gloriosa revoilii
Gloriosa revoilii är en tidlöseväxtart som först beskrevs av Adrien René Franchet, och fick sitt nu gällande namn av John Charles Manning och Annika Vinnersten. Gloriosa revoilii ingår i släktet Gloriosa och familjen tidlöseväxter. Inga underarter finns listade i Catalogue of Life.